# Станчо Колев
Станчо Колев Иванов е български състезател по борба свободен стил.

## Биография
Роден е на 11 април 1937 година в старозагорското село Християново. От малък живее бедно и като дете му се налагало да пасе чужди говеда. От тогава обича да се бори, в село Християново организирали схватки на площад зад съвета, след което го напътствали да се запише на борба когато станал ученик в Стара Загора. Тренирал борба при Георги Динев и Никола Илчев.
Носител на сребърен медал от световното първенство в Техеран (1959г.), печели два сребърни медала от летните олимпийски игри в Рим (1960г.) и Токио (1964г.). 1963г. той става трети на световното първенство в София. През 1965г. печели пореден сребърен медал от световното първенство в Манчестър. 
Станчо Колев бива обявен за спортист на 20-ти век в Стара Загора.